# Vanraure Hachinohe
Vanraure Hachinohe (em japonês: ヴァンラーレ八戸) é um clube de futebol do Japão, que atualmente disputa a J3 League, a terceira divisão do país. Sua localização fica em Hachinohe, na prefeitura de Aomori.

## História
Surgiu em 2006 com a fusão de 2 clubes (Hachinohe Industry SC e Nango SC), o Vanraure começou jogando as divisões amadoras do futebol japonês, onde permaneceria até 2013, quando ficou em segundo lugar na primeira divisão da Liga de Tohoku, uma das Ligas Regionais do Japão, garantindo a vaga na Japan Football League. No mesmo ano virou membro associado da J-League.
Desde 2014, quando a competição foi "rebaixada" para o quarto nível com a criação da J-3, seu melhor desempenho foi na segunda participação, em 2015, quando ganhou o primeiro turno e ficou na segunda posição na classificação geral. Porém, mesmo se vencesse o Sony Sendai (campeão do segundo turno) nos playoffs (perdeu nos pênaltis por 5 a 4), o Vanraure não poderia subir para a terceira divisão (seu estádio não atendia os requisitos da entidade), assim como seu rival - o Kagoshima United foi agraciado com a vaga. Em 2018, a equipe obteve o acesso ao terminar em terceiro lugar, suficiente para obter o status de profissional.
Em 2021, o Vanraure adquiriu a licença da J2, que o tornaria apto para jogar a segunda divisão caso terminasse a J3 na zona de acesso.

## Títulos
- Segunda Divisão da Liga de Futebol de Tohoku: 2011
- Segunda Divisão da Liga de Futebol de Tohoku - Norte: 2010 e 2012